# Eubul
Eubul – imię męskie pochodzenia greckiego, którego patronem jest św. Eubul, męczennik z Cezarei Palestyńskiej (zm. 309).
Eubul imieniny obchodzi 7 marca.